# Maria Lluïsa d'Orleans
Maria Lluïsa de Borbó-Orleans (París 1662 - Madrid 1689) fou una princesa francesa pertanyent a la Casa de Borbó-Orleans. Esdevingué monarca consort d'Espanya pel seu casament amb el rei Carles II de Castella el 1679. Morí jove sense descendència.

## Orígens familiars
Nasqué el 27 de març de 1662 al Palau Reial de París. Filla del duc Felip d'Orleans, germà petit del rei Lluís XIV de França, i de la princesa Enriqueta d'Anglaterra. Era neta per línia paterna del rei Lluís XIII de França i de la infanta Anna d'Espanya, i per línia materna del rei Carles I d'Anglaterra i de la princesa Enriqueta Maria de França.

## Matrimoni
Quan es signà la Pau de Nimega el 1678 entre França i Espanya, ambdues corones van formalitzar un matrimoni entre el rei Carles II de Castella i Maria Lluïsa. L'encarregat de les negociacions fou Pablo Spínolla Doria, enviat a París des de Brussel·les com a ambaixador extraordinari, rebut a la cort francesa el 7 de juny de 1679. Ben aviat s'anuncià la notícia de l'acord matrimonial, que arribà a Madrid el 15 de juliol. A Madrid es realitzaren celebracions per la notícia; es tenien grans esperances pel matrimoni pel fet de la seva joventut i llur fama de pietosa, de formosa i gràcil en els moviments.
La parella es casà de presència el 19 de novembre de 1679 a Quintanapalla (Burgos).

## Regnat
Maria Lluïsa no fou ben rebuda a Madrid, primerament a causa de qui era neboda, i segon per llur impossibilitat de quedar-se embarassada. El retard en l'arribada d'hereus provocà la desesperació dels membres de la cort, que la varen sotmetre a uns mètodes molt perillosos per intentar curar la seva, suposada, infertilitat i ho feren a través de pocions i beuratges preparats per metges, astròlegs i nigromants. Durant segles es va considerar que l'esterilitat no era cosa d'homes sinó ben al contrari, la culpa requeia en les reines i en resultà aquesta situació. D'altra banda, també corria una cobla per la ciutat:
| «        | (castellà) Paríd bella Flor de Lis En afliccion tan estraña: Si parís, parís à España; Si no parís, à París. | (català) Pariu bella Flor de Lis En aflicció tan estranya: Si pariu, pariu a Espanya; Si no pariu, a París. | » |
| — Anònim | | |   |

Finalment, la reina morí el 12 de febrer de 1689 sense haver proporcionat descendència a la monarquia. S'afirma que a causa d'una apendicitis, encara que no es descarta tampoc que morís d'indigestió a causa de tots els beuratges que li arribaren a subministrar per tal que aconseguís quedar-se embarassada.